# Aucklandské muzeum
Aucklandské muzeum (oficiálně Auckland War Memorial Museum Tāmaki Paenga Hira) je jedno nejvýznamnějších muzeí a válečných památníků na Novém Zélandu. Muzejní sbírky instituce jsou zaměřeny na novozélandskou, válečnou a přírodní historii.

## Dějiny
Muzeum bylo založeno v roce 1852. Základní kámen současného budovy muzea byl položen v roce 1925. Budova v neoklasicistním stylu byla dokončena o čtyři roky později a slavnostně otevřena 28. listopadu 1929 za účasti Charlese Fergussona. Po druhé světové válce byla budova výrazně zvětšena.